# Lazarevac
Lazarevac (izvirno srbsko Лазаревац) je mesto v Srbiji, ki je središče istoimenske občine; slednja pa je del Mesta Beograd.

## Demografija
V naselju je ob popisu leta 2002 živelo 18.392 polnoletnih prebivalcev, pri čemer je njihova povprečna starost 36,6 let (36,0 pri moških in 37,3 pri ženskah). Naselje ima 7.668 gospodinjstev, pri čemer je povprečno število članov na gospodinjstvo 3,07.
To naselje je glede na rezultate popisa iz leta 2002 večinoma srbsko, v času zadnjih 3 popisov pa je opazen porast števila prebivalcev.
|  |

| Demografija | Demografija     | Demografija     |
| Leto        | Št. prebivalcev | Št. prebivalcev |
| ----------- | --------------- | --------------- |
|             |                 |                 |
|             |                 |                 |
|             |                 |                 |
|             |                 |                 |
| 1948        | 3129            |                 |
| 1953        | 3511            |                 |
| 1961        | 5620            |                 |
| 1971        | 7795            |                 |
| 1981        | 13354           |                 |
| 1991        | 22459           | 22506           |
| 2002        | 24153           | 23551           |
|             |                 |                 |

| Etnična sestava po popisu iz leta 2002 | Etnična sestava po popisu iz leta 2002 | Etnična sestava po popisu iz leta 2002 | Etnična sestava po popisu iz leta 2002 | Etnična sestava po popisu iz leta 2002 |
| -------------------------------------- | -------------------------------------- | -------------------------------------- | -------------------------------------- | -------------------------------------- |
| Srbi                                   | Srbi                                   |                                        | 22.518                                 | 95,61%                                 |
| Črnogorci                              | Črnogorci                              |                                        | 247                                    | 1,04%                                  |
| Romi                                   | Romi                                   |                                        | 124                                    | 0,52%                                  |
| Jugoslovani                            | Jugoslovani                            |                                        | 98                                     | 0,41%                                  |
| Makedonci                              | Makedonci                              |                                        | 53                                     | 0,22%                                  |
| Hrvati                                 | Hrvati                                 |                                        | 38                                     | 0,16%                                  |
| Muslimani                              | Muslimani                              |                                        | 26                                     | 0,11%                                  |
| Slovenci                               | Slovenci                               |                                        | 16                                     | 0,06%                                  |
| Albanci                                | Albanci                                |                                        | 11                                     | 0,04%                                  |
| Slovaki                                | Slovaki                                |                                        | 9                                      | 0,03%                                  |
| Rusi                                   | Rusi                                   |                                        | 8                                      | 0,03%                                  |
| Madžari                                | Madžari                                |                                        | 8                                      | 0,03%                                  |
| Romuni                                 | Romuni                                 |                                        | 6                                      | 0,02%                                  |
| Bolgari                                | Bolgari                                |                                        | 5                                      | 0,02%                                  |
| Nemci                                  | Nemci                                  |                                        | 4                                      | 0,01%                                  |
| Ukrajinci                              | Ukrajinci                              |                                        | 3                                      | 0,01%                                  |
| Goranci                                | Goranci                                |                                        | 3                                      | 0,01%                                  |
| Bošnjaki                               | Bošnjaki                               |                                        | 2                                      | 0,00%                                  |
| Neznano                                | Neznano                                |                                        | 143                                    | 0,60%                                  |